# 博代迪
博代迪（法語：Beaudéduit，法語發音：[bodedɥi]）是法国瓦兹省的一个市镇，属于博韦区。

## 地理
博代迪（49°40'45"N, 2°3'55"E）面积3.72 平方千米，位于法国上法蘭西大區瓦兹省，该省份为法国北部内陆省份，北起索姆省，西接厄尔省和滨海塞纳省，南至塞纳-马恩省和瓦兹河谷省，东临埃纳省。
与博代迪接壤的市镇（或旧市镇、城区）包括：拉瓦克里、勒梅尼勒孔特维尔、索默勒、图瓦。

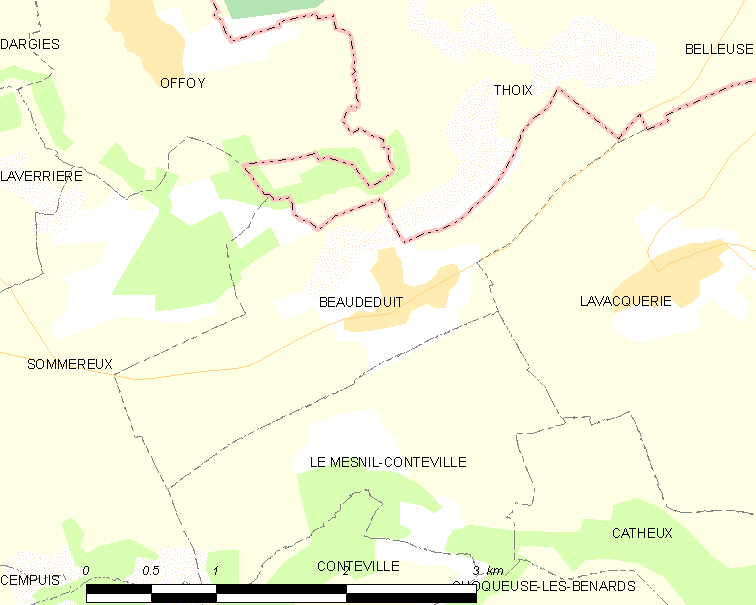
博代迪的OSM定位图

博代迪的时区为UTC+01:00、UTC+02:00（夏令时）。

## 行政
博代迪的邮政编码为60210，INSEE市镇编码为60051。

## 政治
博代迪所属的省级选区为格朗维利耶县。

## 人口

1962-2008年间博代迪人口变化图示

博代迪于2022年1月1日时的人口数量为170人。